# Pygopleurus cyanescens
Pygopleurus cyanescens là một loài bọ cánh cứng trong họ Glaphyridae. Loài này được Reitter miêu tả khoa học năm 1890.